# Carlos Alfonso García
Pour les articles homonymes, voir Carlos García et García.
García  Trejo est un nom espagnol. Le premier nom de famille, en général paternel, est García ; le second, en général maternel, souvent omis, est Trejo.
Carlos Alfonso García, né le 21 novembre 2003, est un coureur cycliste mexicain.

## Biographie
Carlos Alfonso García est originaire de San Pedro, une localité située dans l'État mexicain de Coahuila. Il pratique le vélo depuis son plus jeune âge. Cycliste polyvalent, il participait auparavant à des compétitions en cyclo-cross et en VTT. Il a toutefois fini par abandonner ces disciplines pour se consacrer pleinement à la route. Durant plusieurs années, il bénéficie du soutien d'AR Monex Pro Cycling Team, une structure évoluant sous licence saint-marinaise. Cette équipe forme de jeunes coureurs mexicains sur le territoire européen, en particulier en Italie,. 
En 2023, il se révèle au niveau international en remportant une étape du Tour du Frioul-Vénétie julienne. Il s'agit de son premier succès acquis sur une compétition inscrite au calendrier de l'UCI. La même année, il obtient diverses places d'honneur dans des épreuves italiennes chez les amateurs. Il participe également à la Course de la Paix espoirs et au Tour de l'Avenir, sous les couleurs d'une sélection mexicaine. 
Lors de la saison 2024, il confirme ses aptitudes en décrochant de nouveaux résultats. Rapide au sprint, il s'impose sur une course disputée à Castiglion Fiorentino. Il termine par ailleurs deuxième d'une étape de l'Alpes Isère Tour, ou encore troisième de La Popolarissima. En 2025, il se classe troisième d'une étape du Tour of Malopolska et douzième du Trofeo Ses Salines.

## Palmarès et résultats

### Par année
- 2023
  - 4e étape du Tour du Frioul-Vénétie julienne
- 2024
  - Coppa Citta di Castiglion Fiorentino
  - 3e de La Popolarissima
- 2025
  - 5e étape du Tour du lac Qinghai

### Classements mondiaux
| Année                                 | 2023 | 2024  |
| ------------------------------------- | ---- | ----- |
| Classement mondial                    | nc   | 1653e |
| UCI America Tour                      | 420e | nc    |
|                                       |      |       |
| Légende : nc = non classéSource : UCI |      |       |